# Skłodowska (krater księżycowy)
Skłodowska – krater na powierzchni Księżyca o średnicy 127 km, położony na 18,2° szerokości południowej i 95,5° długości wschodniej.
Decyzją Międzynarodowej Unii Astronomicznej w 1970 roku został nazwany od polskiej uczonej Marii Skłodowskiej-Curie.